# Nonagria nigra
Nonagria nigra är en fjärilsart som beskrevs av Barend J. Lempke 1965. Nonagria nigra ingår i släktet Nonagria och familjen nattflyn. Inga underarter finns listade i Catalogue of Life.